# Лупочино
Лупочино — деревня в Грязовецком районе Вологодской области России.
Входит в состав Перцевского муниципального образования, с точки зрения административно-территориального деления — в Перцевский сельсовет.
Расстояние по автодороге до районного центра Грязовца — 16 км, до центра муниципального образования Слободы — 6 км. Ближайшие населённые пункты — Палкино, Полтинино, Кроплево, Чернава.
По переписи 2002 года население — 2 человека.